# دوال کوه
دوال کوه، سیاکوه روستایی از توابع بخش سردار جنگل شهرستان صومعه سرا در استان گیلان ایران است.

## دوال کوه سیاکوه
براساس سرشماری مرکز آمار ایران در سال ۱۳۸۵، جمعیت آن زیر سه خانوار بوده‌است.